# 新哈塔伊體育場
新哈塔伊體育場 (土耳其語：Yeni Hatay Stadyumu)是位於土耳其安塔基亞的體育場。體育場於2021年6月25日啟用，可容納25,000 人。本體育場是土耳其足球超級聯賽哈塔斯堡的新主場。